# Dario (nome)
Dario  è un nome proprio di persona italiano maschile.

## Varianti
- Maschili: Addario[2]
- Femminili: Daria[1][2]

### Varianti in altre lingue
- Basco: Dari[4]
- Catalano: Darius[4]
- Croato: Darijo[3], Dario[3]
- Ebraico biblico: דָּרְיָוֶשׁ (Daryawesh)[3]
- Greco antico e biblico: Δαρεῖος (Darêios)[1][3]
- Inglese: Darius[3]
- Latino: Darius[1][3], Dareus[1]
- Lituano: Darius[3], Darijus[3]
- Persiano: داریوش (Dariush, Daryush)[3][5]
  - Persiano antico: Dârayava(h)ush[1][2][3][5]
- Polacco: Dariusz[3]
  - Ipocoristici: Darek[3]
- Rumeno: Darius[3]
- Russo: Дарий (Darij)[3]
- Spagnolo: Darío[3][4]
- Ucraino: Дарій (Darij)[3]

## Origine e diffusione

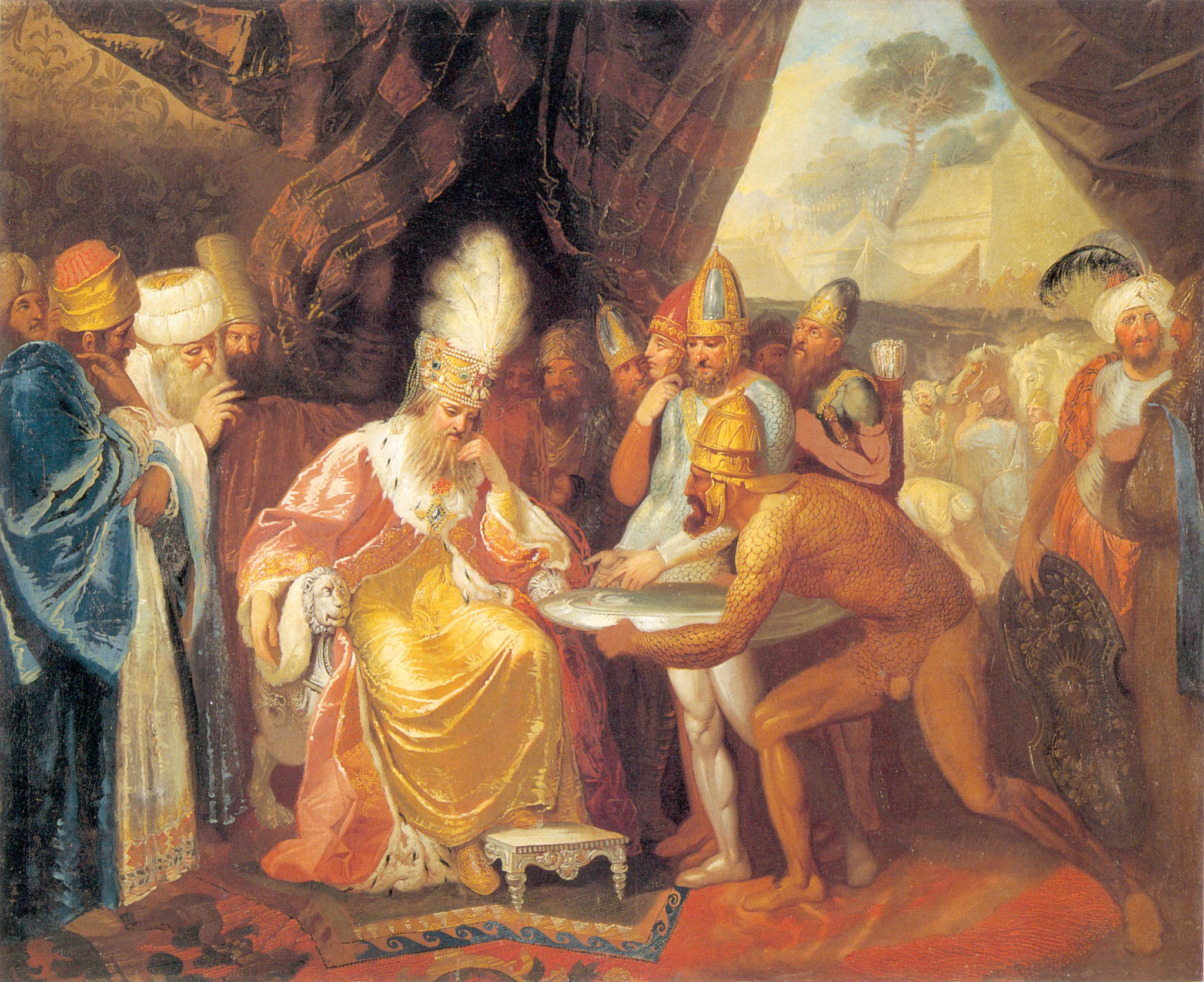
Dario il Grande in un dipinto di Franciszek Smuglewicz

Proviene dal nome persiano Dârayava(h)ush (attestato come Da-ri-ya-mush nelle iscrizioni assire, e Da-ri-ya-ma-u-ish in quelle elamiche); si tratta di un composto di due elementi: il primo è riconducibile al verbo dârayâmiy ("tenere", "mantenere", "possedere"), mentre il secondo può essere avvicinato all'avestico vohu- o vanhu- ("buono", "bene"). Il significato complessivo può quindi essere interpretato come "che possiede ciò che è buono", "che possiede beni", o anche "che mantiene il bene".
Questo nome era tradizionale nella dinastia dei re Achemenidi di Persia, tra cui va ricordato in particolare Dario il Grande, che portò l'impero Achemenide al suo massimo splendore, venendo poi sconfitto a Maratona, e che è citato anche nell'Antico Testamento. Il nome compare già nei testi medio-iranici nella forma abbreviata Dârây, e passò al greco Δαρεῖος (Darêios), giungendo quindi ai romani: la forma latina più antica è Daréos, poi mutata in Darìus intorno al II secolo a.C.; la pronuncia con l'accento sulla A, da cui deriva quella italiana, è documentata già da alcuni poeti di epoca imperiale, come Claudiano e Sidonio Apollinare.
L'uso del nome in Italia, più che al flebile culto dei santi così chiamati, è dovuto a una ripresa rinascimentale dei personaggi storici così chiamati; negli anni settanta risultava ben diffuso su tutto il territorio nazionale con quasi sessantamila occorrenze (con la rarissima variante Addario, rafforzata da un ad- prostetico, tipica della Puglia).
Nei paesi anglofoni (dov'è attestata la forma Darius, ripresi pari pari dal latino) è piuttosto raro, pur contando un incremento nell'uso successivo alla metà del XX secolo; negli Stati Uniti è relativamente frequente nella comunità afroamericana. In Lituania è talvolta dato in onore di Steponas Darius (1896-1933), un aviatore lituano-statunitense che morì tentando il volo diretto da New York alla Lituania; nel suo caso, però, Darius era la forma anglicizzata del suo cognome lituano, Darašius.

## Onomastico
L'onomastico si può festeggiare il 19 dicembre in ricordo di san Dario, martire a Nicea con i compagni Zosimo, Paolo e Secondo. Con questo nome si ricordano altri due santi martiri (uno il 12 aprile e l'altro, ucciso a Roma, il 24 agosto) nonché due beati, anch'essi martiri ed entrambi sacerdoti gesuiti: Dario Acosta Zurita, ucciso durante la guerra civile spagnola (25 luglio), e Dario Hernandez Morato, ucciso durante la guerra civile spagnola (29 settembre).

## Persone
- Dario I, re di Persia
- Dario II, re di Persia
- Dario III, re di Persia

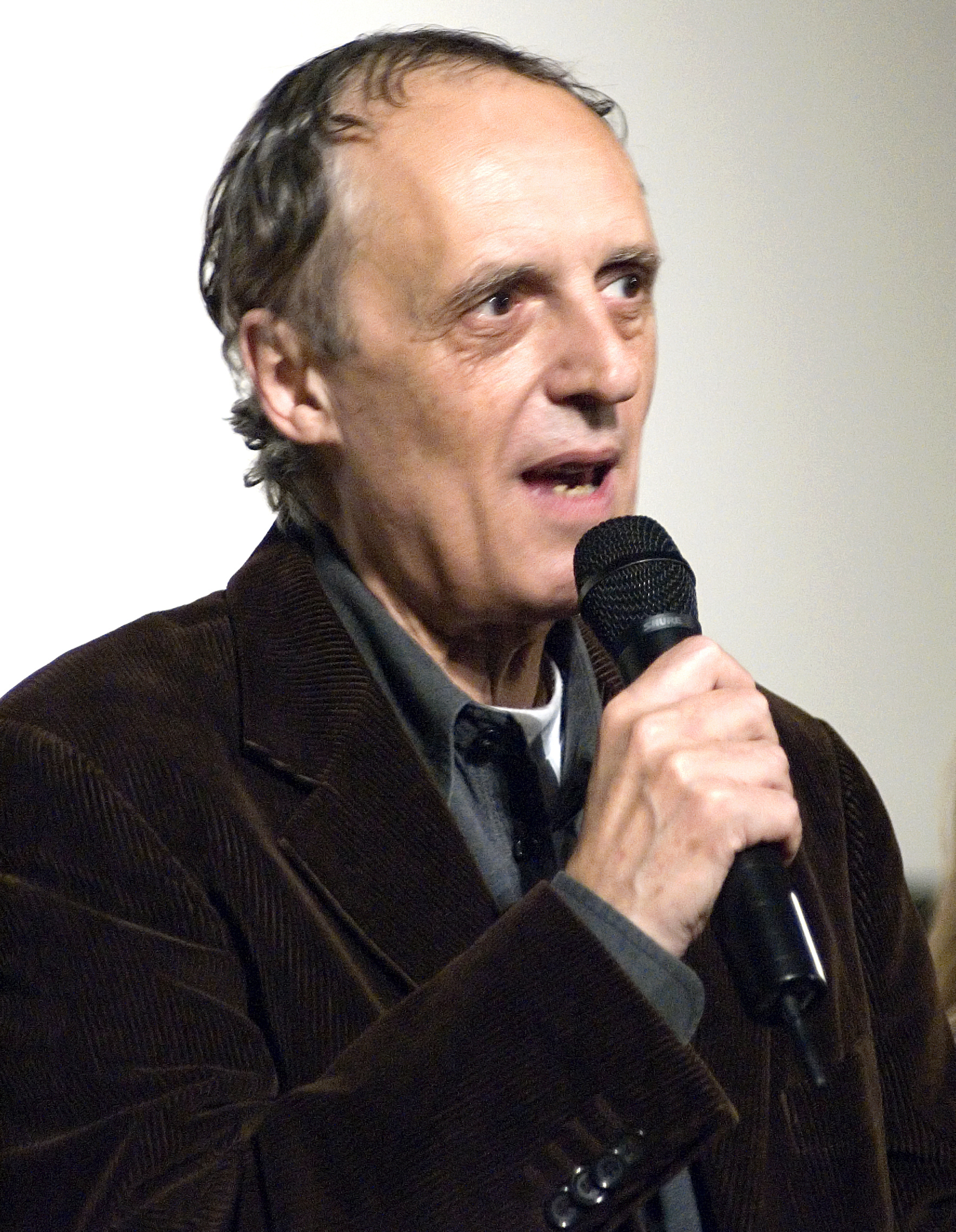
Dario Argento

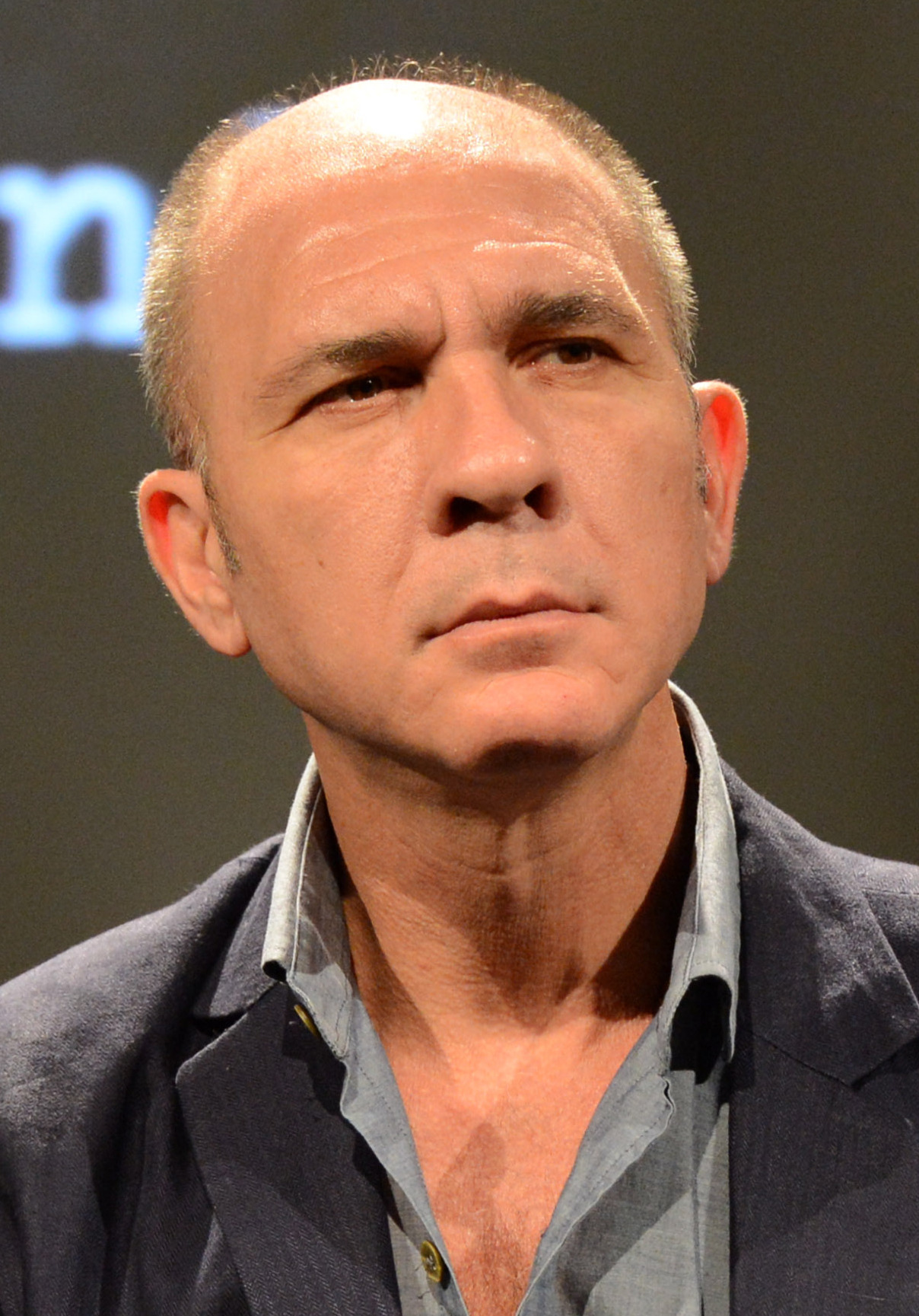
Darío Grandinetti

- Dario Argento, regista, sceneggiatore e produttore cinematografico italiano
- Dario Bellezza, poeta, scrittore, drammaturgo, traduttore e curatore editoriale italiano
- Dario Bressanini, chimico, divulgatore scientifico, accademico e saggista italiano
- Dario Fo, drammaturgo, attore, regista, scrittore e artista italiano
- Dario Franceschini, avvocato, scrittore e politico italiano
- Dario Marcolin, calciatore e allenatore di calcio italiano
- Dario Nardella, politico italiano
- Dario Vergassola, comico, cabarettista e cantautore italiano

### Variante Darío
- Darío Botero, scrittore, filosofo e professore colombiano
- Darío Castrillón Hoyos, cardinale colombiano
- Darío Conca, calciatore argentino
- Darío Cvitanich, calciatore argentino
- Darío de Regoyos, pittore spagnolo
- Darío Grandinetti, attore argentino
- Darío Pereyra, calciatore, allenatore di calcio e dirigente sportivo uruguaiano
- Darío Verón, calciatore paraguaiano

### Variante Darius

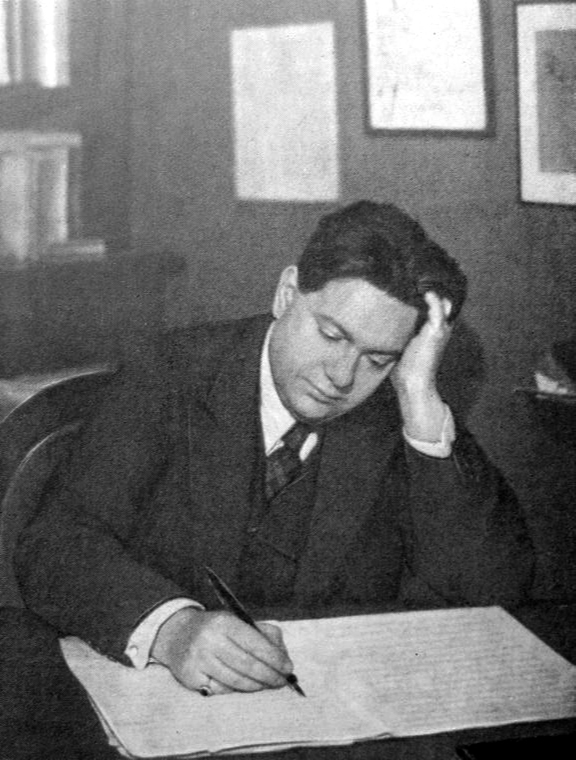
Darius Milhaud

- Darius Maskoliūnas, cestista e allenatore di pallacanestro lituano
- Darius Miles, cestista statunitense
- Darius Milhaud, compositore francese
- Darius Vassell, calciatore giamaicano naturalizzato inglese

### Variante Dariusz

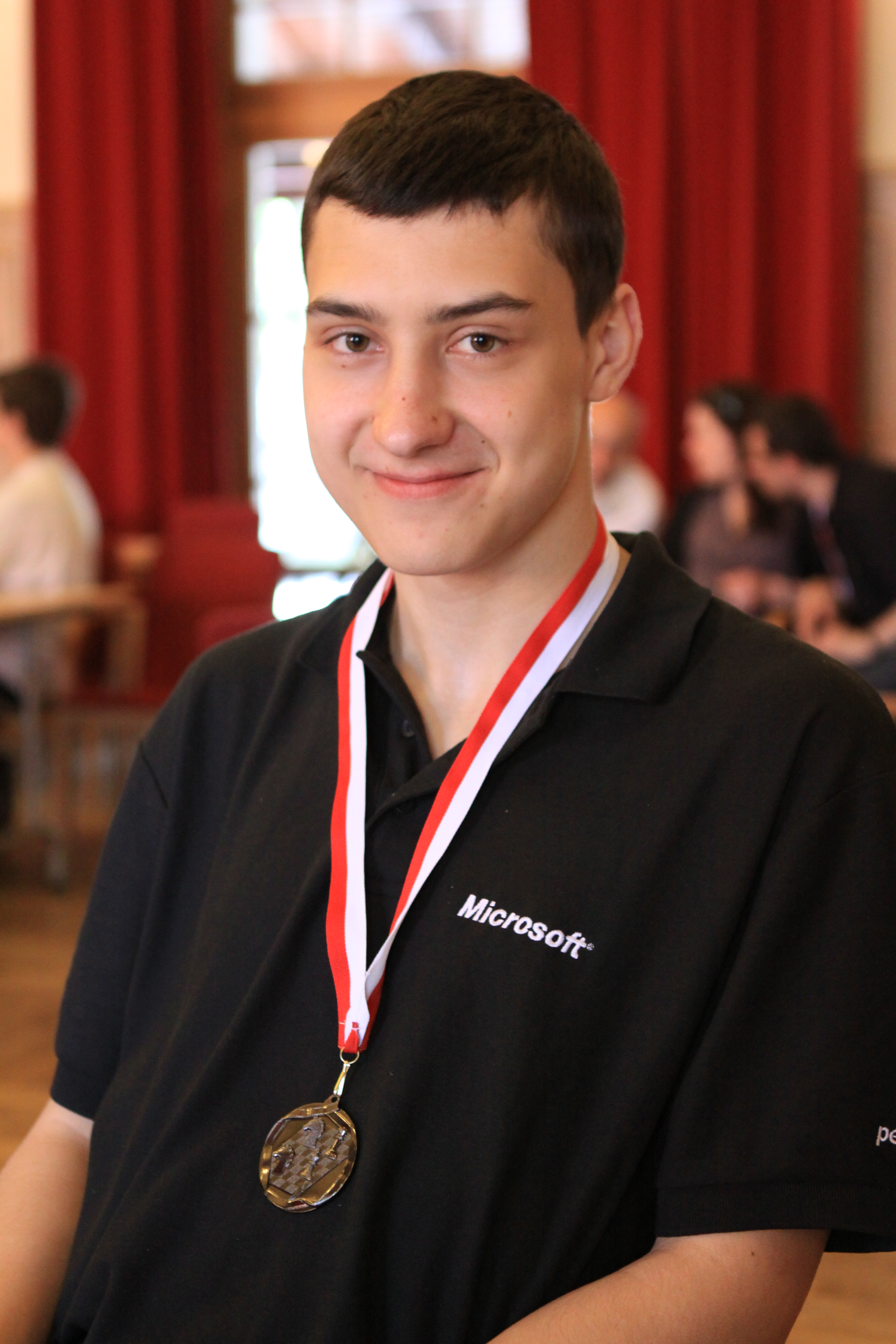
Dariusz Świercz

- Dariusz Dziekanowski, calciatore e allenatore di calcio polacco
- Dariusz Świercz, scacchista polacco
- Dariusz Wosz, calciatore e allenatore di calcio tedesco
- Dariusz Zawiślak, regista, produttore cinematografico e sceneggiatore polacco

### Altre varianti
- Dariush Mehrjui, regista, sceneggiatore e produttore cinematografico iraniano
- Daryush Shayegan, filosofo e romanziere iraniano
- Daryush Shokof, regista, scrittore e filosofo iraniano
- Darijo Srna, calciatore, allenatore di calcio e dirigente sportivo croato

## Il nome nelle arti
- Dario è un personaggio del film del 1989 007 - Vendetta privata, diretto da John Glen.
- Darius è un personaggio della serie televisiva Highlander.
- Dario Belli è un personaggio della serie manga e anime Holly e Benji.
- Dario Brando è un personaggio della serie manga Le bizzarre avventure di JoJo.